# Mejîhirka, Șpola
Mejîhirka (în ucraineană Межигірка) este un sat în comuna Lîpeanka din raionul Șpola, regiunea Cerkasî, Ucraina.

## Demografie
Componența lingvistică a localității Mejîhirka
     Ucraineană (98,4%)
     Rusă (1,06%)
     Alte limbi (0,53%)
Conform recensământului din 2001, majoritatea populației localității Mejîhirka era vorbitoare de ucraineană (98,4%), existând în minoritate și vorbitori de rusă (1,06%).